# 클로로에테인
클로로에테인(영어: chloroethane)은 화학식이 CH3CH2Cl인 화합물이다. 염화 에틸(영어: ethyl chloride)이라고도 한다. 휘발유 첨가제의 하나인 테트라에틸 납을 생산하기 위해 한때 널리 사용되었다. 무색의 휘발성 있는 가스 또는 약간의 달콤한 향이 나는 냉동 액체 형태로 되어있다.

## 생성
C2H4 + HCl → C2H5Cl

## 안전
수증기 형태는 폭발성이 있고 진통제(narcotic) 역할을 하므로 주의가 필요하다.

## 같이 보기
- 클로로메테인